# Спартак (футбольный клуб, Минск)
«Спарта́к» — советский футбольный клуб из Минска.

## История
Основан в 1935 году при республиканской и городской организации ВФСО «Спартак» на базе команды «Промкооперация» (Минск). В 1937 году дебютировал в розыгрыше Кубка СССР, на стадии 1/64 финала переиграл «Ижорский завод» из Ленинграда (3:3, 3:1), а в следующем раунде уступил команде «Красное Знамя» (Ногинск) 0:3. В Кубке СССР 1938 года стал победителем отборочного турнира в белорусской зоне, а в 1/16 финала уступил ленинградскому «Зениту» 1:3.
В 1939 году «Спартак» получил статус команды мастеров и дебютировал в соревнованиях группы «Б». Команда выступила неудачно, заняв 21-е место среди 23 участников, в 22-х матчах было одержано только четыре победы. По окончании сезона «Спартак» вернулся в соревнования КФК.
В 1948—1949 годах «Спартак» снова выступал в соревнованиях мастеров, в 1948 году занял 10-е место в зональном турнире класса «Б», а в 1949 году — седьмое место. Затем несколько лет команда выступала в соревнованиях КФК и безуспешно участвовала в розыгрышах Кубка СССР.
В 1954 году команда общества «Спартак» сменила минское «Динамо» в соревнованиях класса «А» и выступала до 1959 года, однако этот период традиционно приписывается футбольными статистиками к истории минского «Динамо». Клубная команда «Спартака» при этом продолжала выступать в чемпионате Белорусской ССР среди коллективов физкультуры.
Во второй половине XX века «Спартак» прекратил существование и не выступал даже на любительском уровне. В 1990-е годы одноимённая команда из Минска играла в соревнованиях по мини-футболу. В 2017 году «Спартак» возрождён как детско-юношеская команда на базе минской детской секции Patrick FC.
В сезоне 2025 года во второй белорусской (третьей по силе) лиге участвует команда «Спартак-Минск».

## Достижения
без учёта выступлений в 1954—1959 годах:
- Лучший результат в первенствах СССР — 7-е место в зональном турнире класса «Б» (1949)
- Лучший результат в Кубке СССР — выход в 1/16 финала (1938)
- Чемпион Белорусской ССР: 1953, 1956
- Серебряный призёр чемпионата Белорусской ССР: 1937
- Бронзовый призёр чемпионата Белорусской ССР: 1935, 1939, 1951, 1952
- Обладатель Кубка Белорусской ССР: 1952, 1953
- Финалист Кубка Белорусской ССР: 1936